# Les Adrets-de-l'Estérel
Les Adrets-de-l'Estérel este o comună în departamentul Var din sud-estul Franței. În 2009 avea o populație de 6.305 de locuitori.

## Evoluția populației
| An        | 1975  | 1982  | 1990  | 1999  | 2006  | 2009  |
| --------- | ----- | ----- | ----- | ----- | ----- | ----- |
| Populație | 3.324 | 3.786 | 4.744 | 5.334 | 6.108 | 6.305 |